# بين نوريس
بين نوريس (بالإنجليزية: Ben Norris)‏ هو فنان ورسام أمريكي، ولد في 6 سبتمبر 1910، وتوفي في 2006.